# Polisflyget
Polisflyget (deutsch: Polizei-Luftfahrt) ist der schwedische Polizeiflugdienst. Diese Abteilung der Polizei besteht seit 1964 in Form einer Hubschrauberstaffel, stationiert an fünf Standorten, von Malmö im Süden bis Boden im Norden.

## Geschichte
Der Polizeiflugdienst wurde 1964 durch die Einstellung einer Bell 47 G-2A von Osterman Helicopter gegründet. Der erste Pilot war Gert Skogsberg. 1966 nahm die Staffel ihren ersten eigenen Hubschrauber in Betrieb, eine Bell 47 G-4. Im Juni 1967 absolvierten die ersten sechs Beamten erfolgreich die Hubschrauberflugschule der schwedischen Armee in Boden. Im Juli desselben Jahres erhielt die Polizei ihre erste Augusta-Bell 206A. Im Jahr 2001 wurde die letzte Bell 47 G-4 in den Ruhestand versetzt und in das Polizeimuseum verlegt. Gleiches gilt für den ersten von insgesamt sieben bestellten Eurocopter EC135 P2. Die Maschine wurde bei einem Brand in Tullinge/Stockholm im Februar 2002 zerstört. Im Juni 2003 wurde der letzte Hubschrauber Bell 206L verkauft.
2015 beschloss die Polizei als Ergänzung zum Polizeiflugdienst drei bis vier Drohnen zu erwerben, im Jahr 2017 besaß sie erst zwei davon.

## Aufgaben
Zu den Aufgaben der Hubschrauberstaffel zählt die Unterstützung anderer Polizeieinheiten:
- zur Fahndung nach Straftätern oder entflohenen Gefangenen.
- zur Vermisstensuche aus der Luft.
- Luftüberwachung der Jagdwilderei und Rückverfolgung von Emissionen umweltgefährdender Stoffe.
- Luftüberwachung bei Demonstrationen und Staatsbesuchen.
- Transport nationaler Streitkräfte, Bombenentschärfer und andere Polizeieinheiten und -mittel in kleinerem Umfang
- Personentransport – der Polizei fehlen größere Transporthubschrauber, um beispielsweise die National Response Force oder Personal und Ausrüstung für den Bombenschutz zu transportieren. Laut dem "Gesetz über die Streitkräfte bei der Terrorismusbekämpfung" aus dem Jahr 2006 hat das Personal der Streitkräfte bei der Unterstützung der Polizei die gleichen Befugnisse wie Polizeibeamte. Seit 2014 wird die Hubschrauberunterstützung durch Militärhubschrauber des Typs Black Hawk garantiert, die auf dem Flughafen Malmens in Linköping bereitstehen, um die Polizei bei schweren Verbrechen oder mutmaßlichen Terroranschlägen zu unterstützen. Dies ist zum Teil ein Ausfluss der Auswertungen der Terroranschlägen in Norwegen im Jahr 2011, als die Polizei Schwierigkeiten hatte, die Insel Utøya schnellstmöglich zu erreichen.

## Stationen

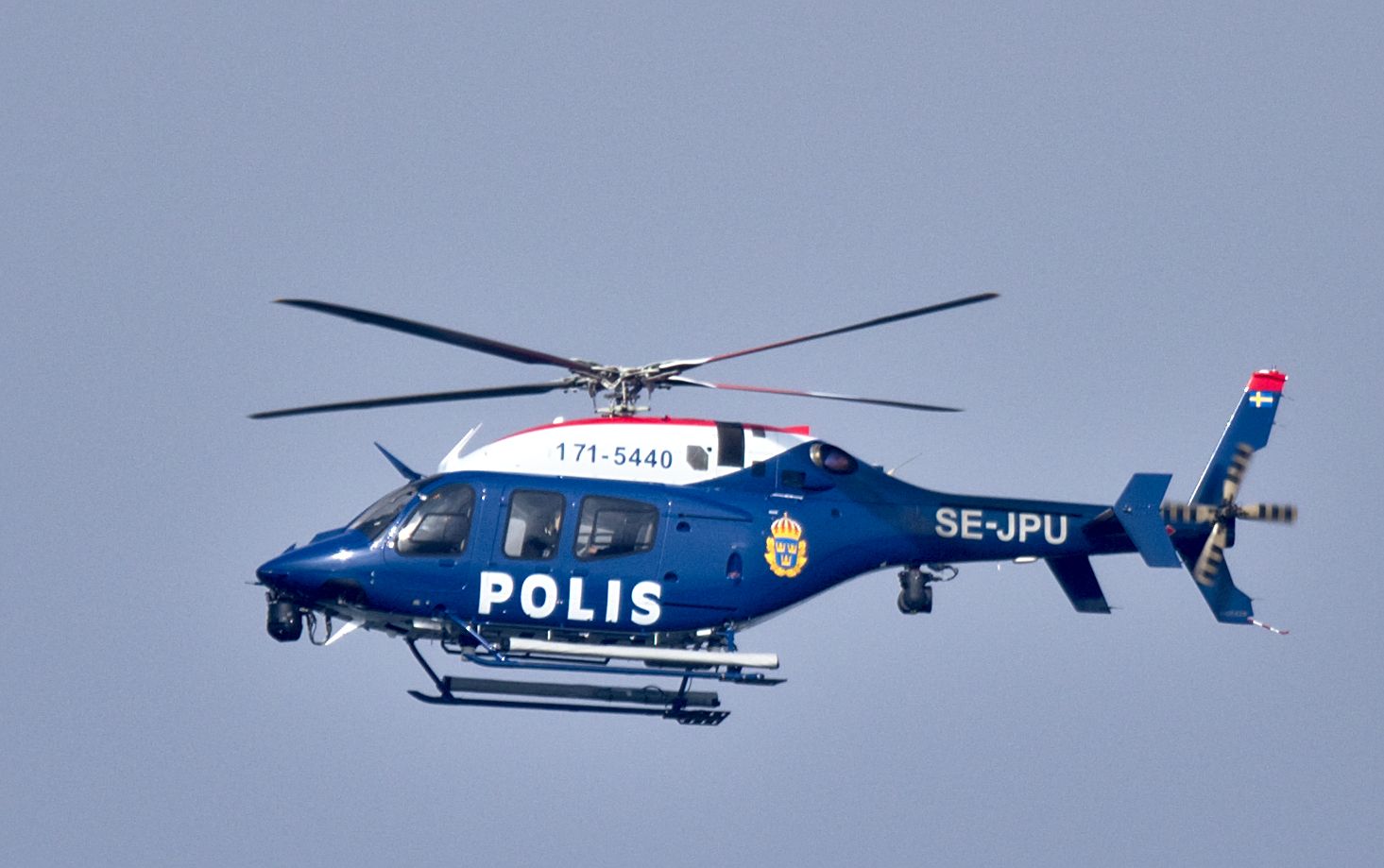
Polizeihubschrauber vom aktuellen Typ Bell 429.

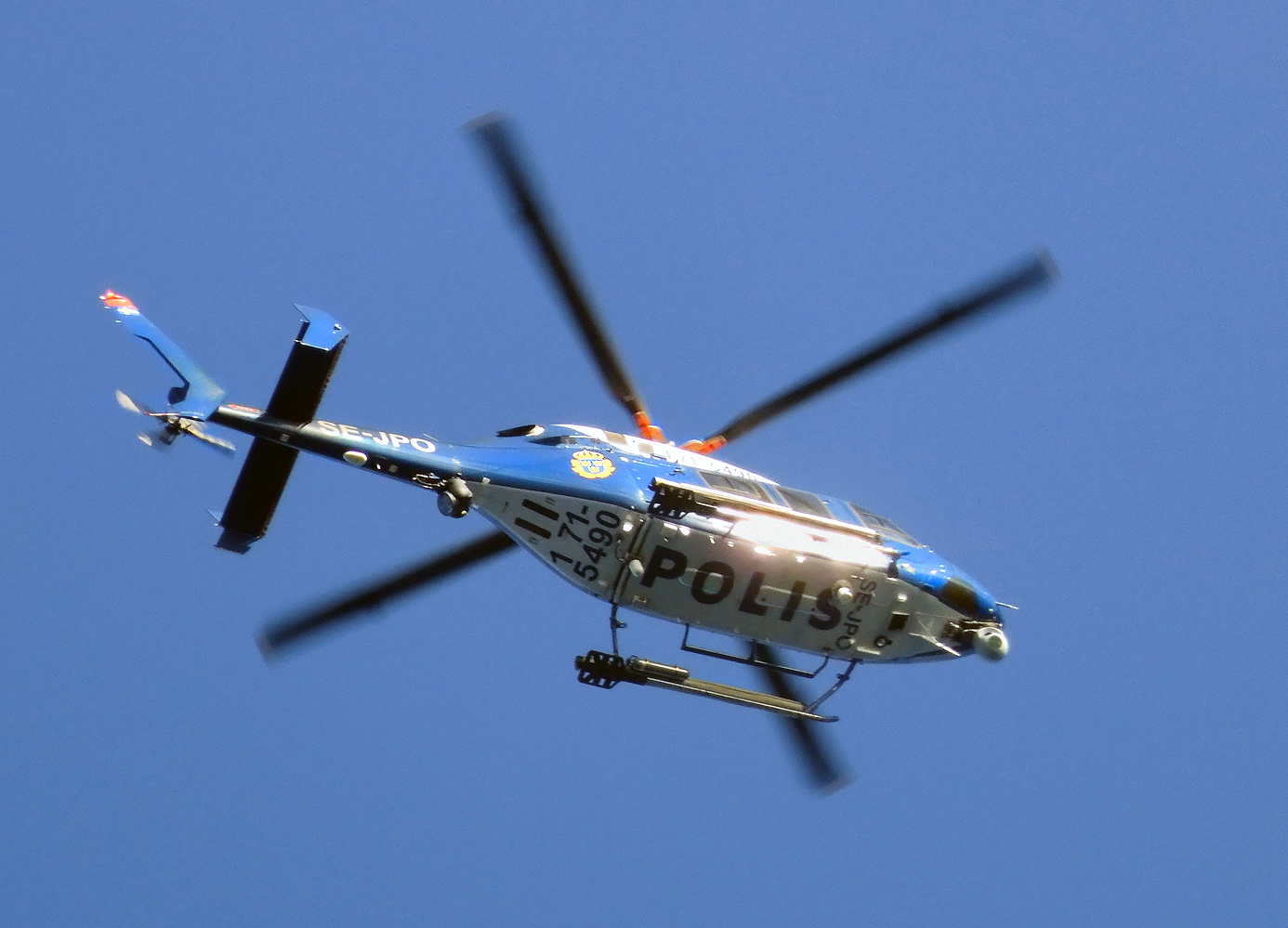
Schwedischer Polizeihubschrauber vom Typ Bell 429 über Ystad im Jahr 2022.

Die Polizeifliegerstaffel ist auf fünf Standorte in Schweden verteilt.
| Ort       | Basis                      | Helikoptertyp | Anzahl |
| --------- | -------------------------- | ------------- | ------ |
| Boden     | Bodens helikopterflygplats | Bell 429      | 1      |
| Göteborg  | Säve flygplats             | Bell 429      | 2      |
| Stockholm | Arlanda flygplats          | Bell 429      | 2      |
| Malmö     | Malmö Airport              | Bell 429      | 1      |
| Östersund | Åre Östersund Airport      | Bell 429      | 1      |

### Stockholm
Die Fliegerstaffel war von Anfang 1964 an in Ostermans Hangar am Flughafen Bromma stationiert. Mehr als zehn Jahre später zogen Ostermans sowie die Fliegerstaffel zum Flughafen Stockholm-Barkarby um, wo die Hangars der ehemaligen Stabsabteilung übernommen wurden. Der nächste Umzug fand 1998 in den Hangar 81 am Flughafen Tullinge statt. Dieser Hangar mit dem Namen H81 wurde bis 1986 von den Fliegern der Luftwaffe genutzt und bestand tatsächlich aus zwei separaten Hangars, die zusammen mit einem Bürogebäude errichtet wurden. Die Polizei zog in den südlichen Gebäudeteil ein. In der Nacht vom 7. Februar 2002 brach im Hangar ein Brand aus. Als die Feuerwehr eintraf, war der südliche Teil völlig eingestürzt. Bei dem Brand wurden neben der damals erst kürzlich gelieferten Maschine Eurocopter EC 135 P2, zwei der älteren Bell 206 Jet Ranger und eine private Cessna 172 vollständig zerstört. Im Oktober 2006 zog die Station nach Myttinge auf Värmdö um, da in Mölnvik ein Rettungsflugplatz als Evakuierungsbasis eingerichtet wurde. Nach dem Helikopterraub von Västberga 2009 wurde der Standort Myttinge in Frage gestellt. Da die Station vorübergehend bereits am Flughafen Stockholm/Arlanda stationiert war, wurde 2012 entschieden, dass der Standort Stockholm auch dauerhaft in Arlanda bleiben sollte.

### Göteborg
Am Fuße des Flughafens Säve in Göteborg befindet sich auch die Polizeiflugschule, die über einen eigenen Bell 206B JetRanger II verfügt.

## Unfälle
Seit 1965 kam es zu drei Flugunfällen und dadurch zu insgesamt drei Todesopfern. Der erste Unfall ereignete sich 1965, der zweite 1980, der dritte im April 2007, während eines taktischen Trainings mit einer EC135 auf dem Schießübungsplatz von Sisjön, südlich von Göteborg.

## Flottenwechsel 2014
- 2014 wurden sieben Maschinen des Typs Bell 429 bestellt und 2015/16 ausgeliefert.[5]

- 2018 entschied sich die Polizeibehörde für den Kauf von zwei weiteren Hubschraubern, von denen der erste in der Polizeiregion Süd und der zweite in Verbindung mit der National Response Force in Stockholm stationiert wurde. Der Hubschraubertyp wurde noch nicht festgelegt.

## Staffelleitung
- 1964–2010:
- 2010–2016: Bengt Grönlund
- 2016–20xx: Dick Johansson